# IC 1616
IC 1616 ist eine Balken-Spiralgalaxie vom Hubble-Typ SBbc im Sternbild Sculptor am Südsternhimmel. Sie ist schätzungsweise 251 Millionen Lichtjahre von der Milchstraße entfernt und hat einen Durchmesser von etwa 120.000 Lichtjahren. 
Das Objekt wurde am 24. Mai 1897 von Lewis Swift entdeckt.